# Extreme Ultraviolet Explorer
El Extreme Ultraviolet Explorer (EUVE) va ser un telescopi espacial per a l'astronomia ultraviolada (UV), llançat el 7 de juny de 1992. Amb instruments per a la radiació UV amb longituds d'ona entre 7 i 76 nm, el EUVE va ser la primera missió satel·litària especialitzada per al rang d'ones curtes ultraviolades. El satèl·lit va crear un sondeig de tot el cel amb 801 objectius astronòmics abans de ser donat de baixa el 31 de gener de 2001. Va reentrar en l'atmosfera el 30 de gener de 2002.

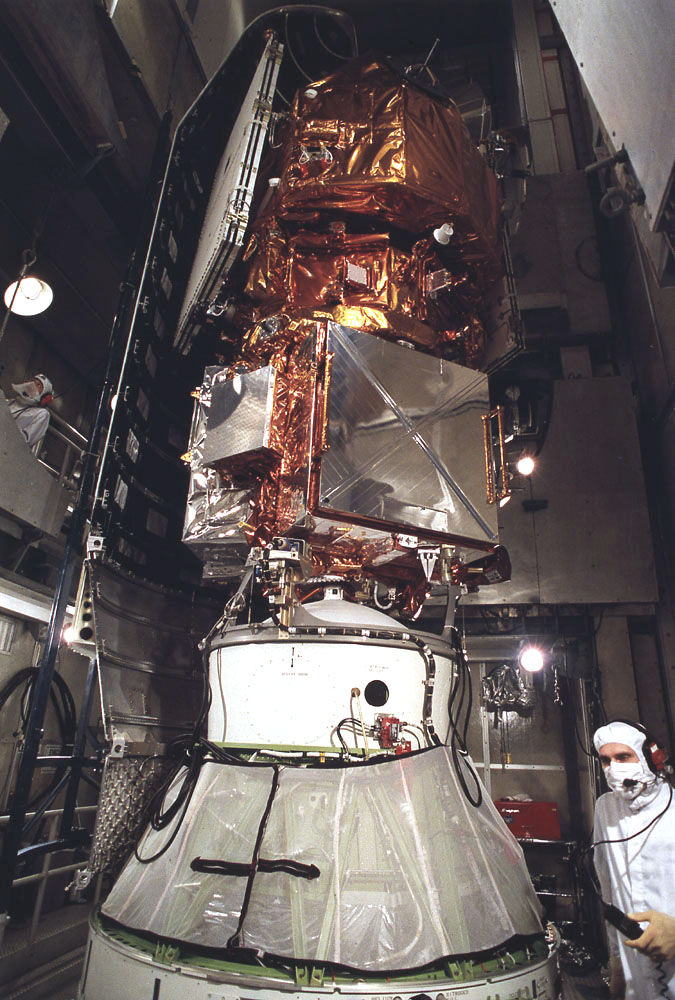
L'Extreme Ultraviolet Explorer abans del llançament

## Objectius de la missió
Els objectius de la missió van incloure diverses àrees d'observació utilitzant les freqüències de rang ultraviolat extrem (extreme ultraviolet o EUV):
- Realitzar un sondeig de cel sencer en la banda d'extrem ultraviolat
- Realitzar un sondeig d'alta profunditat en el rang d'EUV en dos passades de banda separades
- Realitzar observacions espectroscòpiques d'objectius descoberts en altres missions
- Observar les fons de l'EUV com les nanes blanques calentes i estrelles coronàries
- Estudiar la composició del medi interstel·lar utilitzant l'espectoscopia EUV
- Determinar si seria beneficiós crear un altre telescopi EUV més sensible